# 788
788(칠백팔십팔)은 787보다 크고 789보다 작은 자연수다.

## 수학
- 합성수로, 그 약수는 1, 2, 4, 197, 394, 788이다. 진약수의 합은 598이므로, 788은 부족수다.
- {\displaystyle 788=2^{2}+28^{2}}
  - 서로 다른 두 자연수의 제곱합으로 나타낼 수 있는 수다.
- {\displaystyle 788=4^{2}+14^{2}+24^{2}}
  - 공차가 10인 세 자연수의 제곱합으로 나타낼 수 있는 수다. 이 성질을 지닌 앞의 수는 707, 다음 수는 875다.
- {\displaystyle 19^{14}-1}은 788로 나누어떨어진다.

## 과학
- NGC 788(영어판): 고래자리 방향에 있는 렌즈형은하.
- 788 호헨슈타이나(영어판): 소행성.

## 교통
- 현도 제788호선

## 군사
- 788 해군 항공대(영어판): 과거 존재한 영국의 해군 항공대.

## 문화유산
- 대한민국의 보물 제788호: 백자 청화잉어문 항아리

## 기타
- 연도: 788년, 기원전 788년